# 梅氏新真髭鰍
梅氏新真髭鰍為輻鰭魚綱鯉形目鰍科的其中一種，為熱帶淡水魚，分布於亞洲印度阿薩姆邦布拉馬普特拉河及孟加拉淡水流域，體長可達3.6公分，棲息在沙底質、流動的底層水域，生活習性不明。

## 扩展阅读
維基物種上的相關：梅氏新真髭鰍